# Troxochrus
Troxochrus és un gènere d' aranyes araneomorfes de la subfamília dels erigonins, dins de la família Linyphiidae. Es pot trobar a la zona paleàrtica i Angola.
Fou descrit per primera vegada per Eugène Louis Simon l'any 1884.

## Llista d'espècies
Segons The World Spider Catalog 12.0: 
- Troxochrus apertus Tanasevitch, 2011
- Troxochrus cirrifrons (O. Pickard-Cambridge, 1871)
- Troxochrus laevithorax Miller, 1970
- Troxochrus rugulosus (Westring, 1851)
- Troxochrus scabriculus (Westring, 1851) (Espècie tipus)